# Materfer

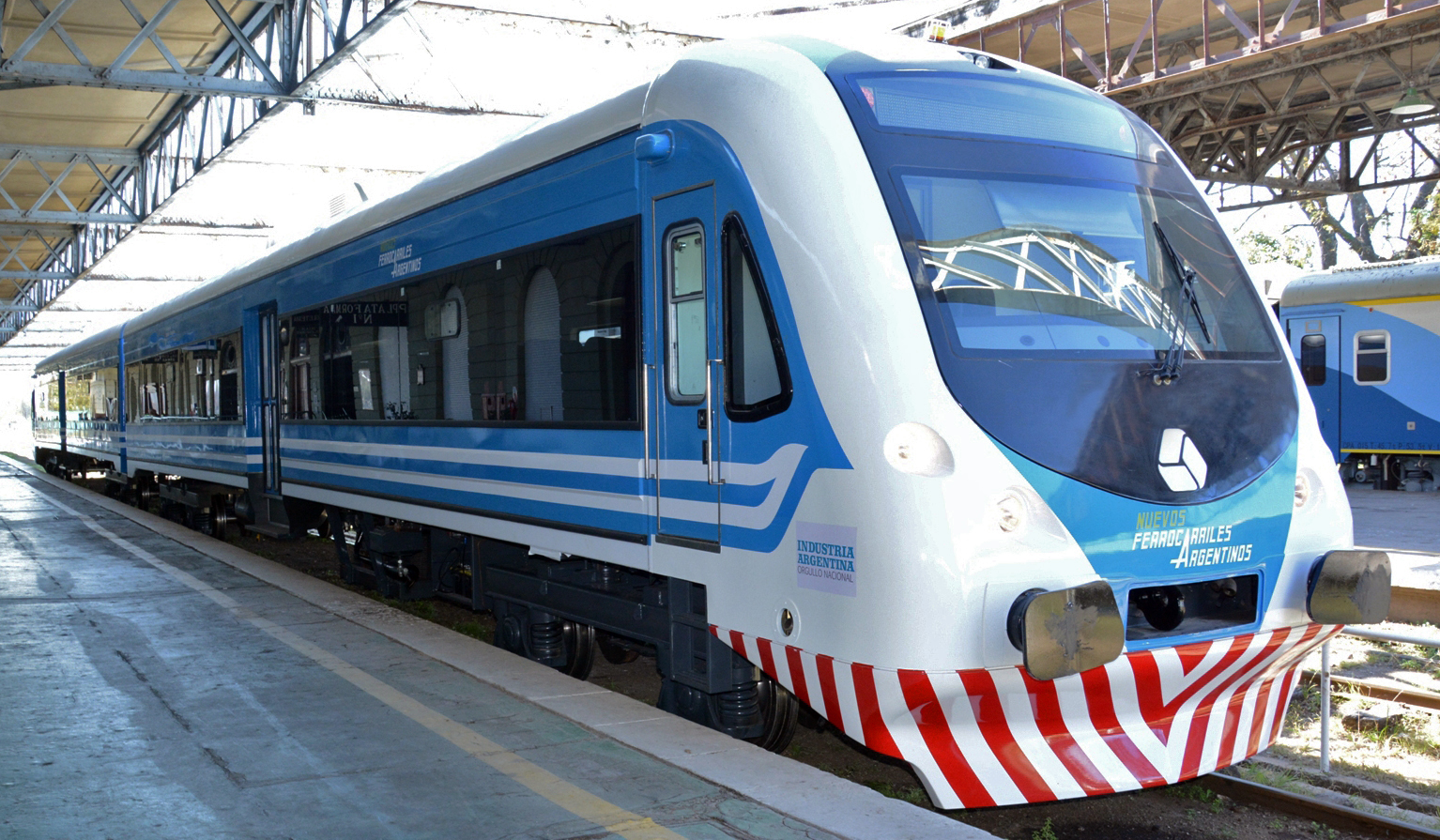
CMM 400-2

Materfer, Akronym für Material Ferroviario, ist ein argentinischer Hersteller von Lokomotiven, Verbrennungstriebwagen und Bussen. Er wurde 1958 von Fiat Ferroviaria gegründet. 1998 ging das Unternehmen in Konkurs, 2002 wurde es von Sergio Taselli gekauft.

## Produkte
- Lokomotive MTF 3300[3]
- Ein- bis vierteilige dieselhydraulische Triebwagen CMM 400-2 mit Scania-Motoren[4]
- Oberleitungsbus Águila[5]
- Omnibusse für den Nah- und Regionalverkehr[5]